# Brookesia bonsi
Brookesia bonsi är en ödleart som beskrevs av  Ramanantsoa 1980. Brookesia bonsi ingår i släktet Brookesia och familjen kameleonter. IUCN kategoriserar arten globalt som akut hotad. Inga underarter finns listade.